# Trnoještěr kozí
Trnoještěr kozí (Acanthosaura capra) je menší ještěr z čeledi agamovitých. Žije především v jižním Vietnamu a v Kambodži (zprávy o výskytu v Laosu jsou zřejmě nepřesné). Někdy bývá podle cizojazyčných názvů (anglicky Green Pricklenape, německy Grüner Nackenstachler) označován i jako agama zelená.
Zařazuje se do skupiny stromových agam.

## Popis
Jde o menšího olivově, hnědě až tmavošedě zbarveného ještěra dorůstajícího délky až 30 cm, z čehož 17 cm tvoří ocas. Váží 65–70 g. Samci mají pod krkem žlutý hrdelní vak, jehož roztahováním označují své území.
Stejně jako ostatní agamy dokáží i trnoještěři kozí měnit barvu podle nálady nebo potřeby. Základní barva je olivová až hnědá. Při spánku převládají tóny do žluta; naopak při napětí nebo stresu velmi tmavé tóny.
Samci jsou velmi podobní samicím. Nejlépe je lze rozlišit podle kořene ocasu. Samci jej mají štíhlejší a mírně se zužující k tělu, zatímco samice spíše kulatější a silnější.

## Biologie
Žije v korunách stromů v deštných pralesích. Je aktivní ve dne; většinu času stráví číháním na kořist přitisknutý k větvi. Dokáže však rychle běhat.
Potravou trnoještěra jsou různí bezobratlí, především hmyz. Samice snáší 10–18 vajec.

## Chov
Trnoještěr kozí bývá občas nabízen v teraristických prodejnách jako nenáročný plaz. Vyžaduje denní teplotu 27 °C (v noci 22 °C), vlhkost vzduchu 70 % a dostatek větví v teráriu.
Z českých zoologických zahrad ho od roku 2014 chovala Zoo Liberec, z blízkých zahraničních zahrad pak zoo ve Vratislavi. V letech 2011 – 2018 jej chovala Zoo Praha.

## Další fotografie

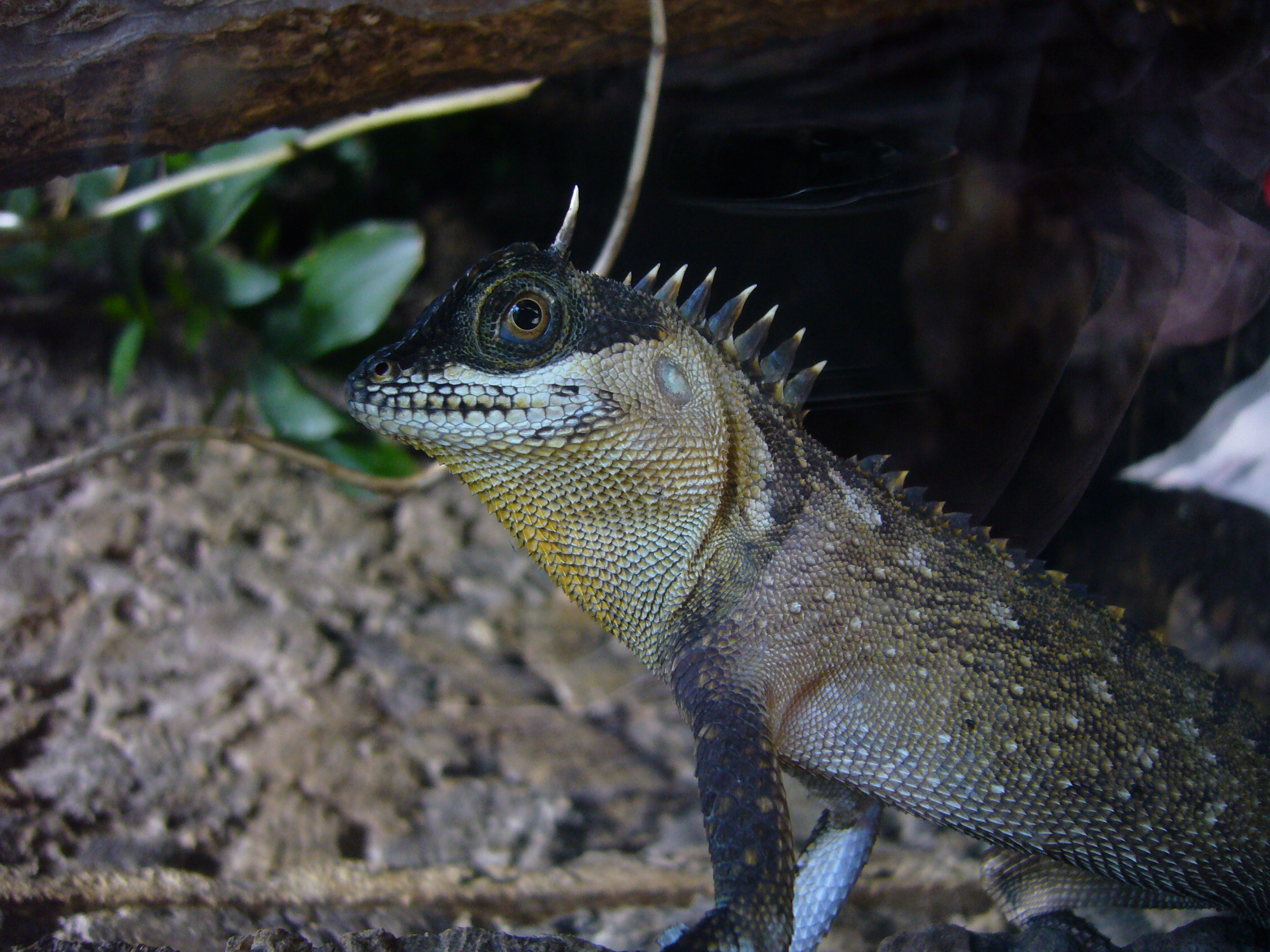
Trnoještěr v Zoo Chester
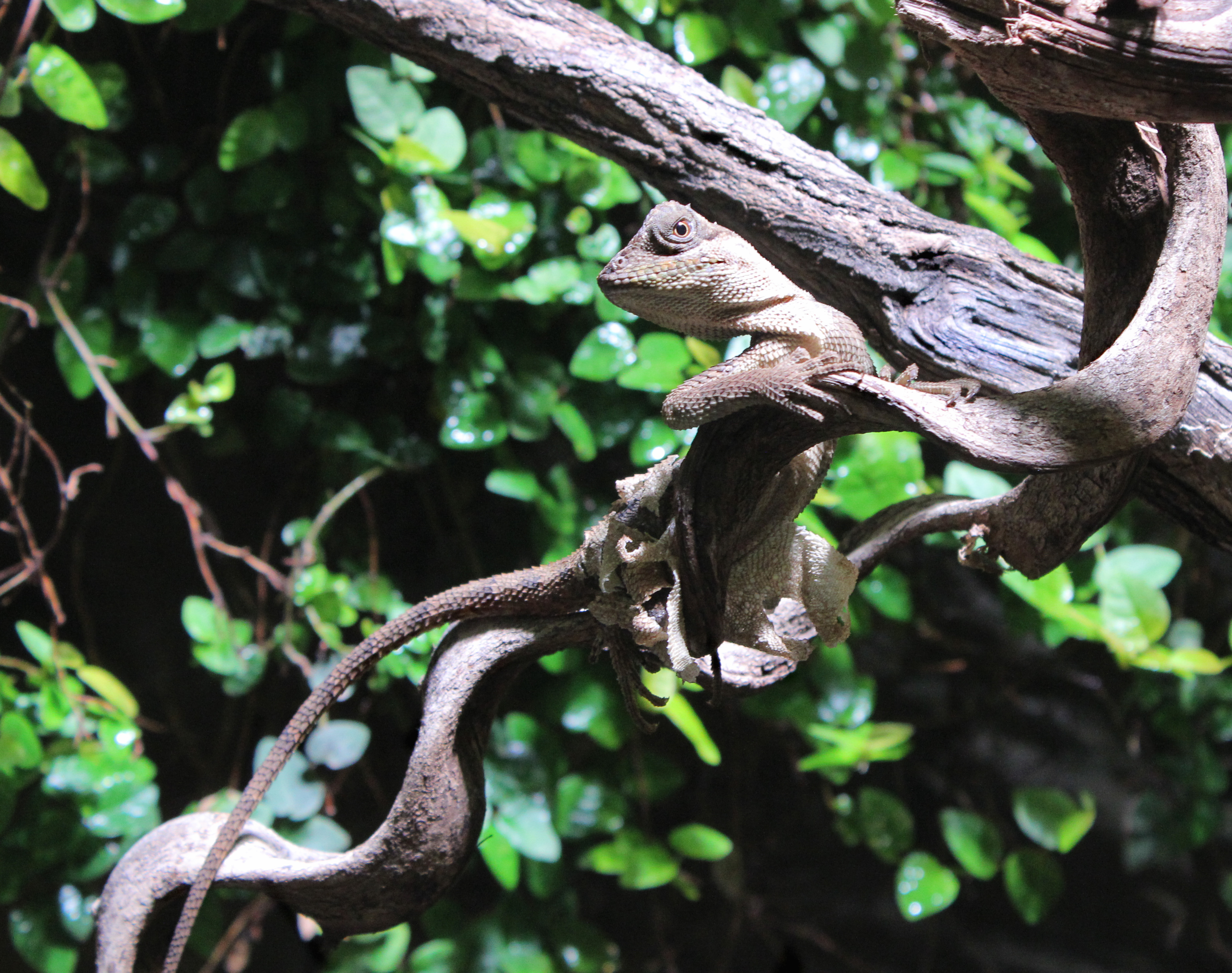
Svlékající se jedinec